# Arcuatopterus linearifolius
Arcuatopterus linearifolius là một loài thực vật có hoa trong họ Hoa tán. Loài này được M.I.Sheh & R.H.Shan mô tả khoa học đầu tiên năm 1986.